# Liste der Parks und Grünanlagen im Berliner Bezirk Pankow

Lage des Bezirks Pankow in Berlin

Die Liste der Parks und Grünanlagen im Berliner Bezirk Pankow ist eine Zusammenstellung von Parks und Grünflächen, die folgende Kriterien erfüllen: Sie liegen in den Ortsteilen des Bezirks Pankow, sind durch die Bezirksverwaltung zur Nutzung für die Allgemeinheit freigegeben (gewidmet), geschützt und haben eine Fläche von je mindestens 2000 m².

## Überblick
Im Bezirk befinden sich mindestens die hier gelisteten öffentlichen Parks und gewidmeten Grünanlagen (Stand: Ende Mai 2023). In die Zusammenstellung werden nicht aufgenommen: Friedhöfe, reine Sportparks, Straßen- oder Rahmengrün sowie Anlagen ohne deutliche Außenwahrnehmung, beispielsweise Spielplätze. Die Liste ist alphabetisch vorsortiert nach dem Ortsteil und dem amtlichen Namen des Parks oder der Straße, an der die Grünanlage liegt.
Die Ortsteile stehen mit folgenden Abkürzungen in der ersten Spalte:
- Bb – Blankenburg
- Bf – Blankenfelde
- Bu – Buch
- FB – Französisch Buchholz
- Hd – Heinersdorf
- Ka – Karow
- Nh – Niederschönhausen
- Pa – Pankow
- PB – Prenzlauer Berg
- SM – Stadtrandsiedlung Malchow
- We – Weißensee
- Wi – Wilhelmsruh

| OT     | Name des Parks der Grünanlage/ Lage                                      | Objekt- nummer                           | wann angelegt                            | Gartenarchitekt/Planer                                             | Fläche in ha   | Kurzdarstellung und Bild |
| ------ | ------------------------------------------------------------------------ | ---------------------------------------- | ---------------------------------------- | ------------------------------------------------------------------ | -------------- | --- |
| Bb     | Anlage Blankenburg – Feuchtwiese (Lage)                                  | 70271                                    |                                          |                                                                    | 1,31           | Die dreieckige Grünfläche liegt südlich der Bahnhofstraße neben der Bahntrasse und der Garten- und Siedlerfreunde Anlage Blankenburg e. V. Abteilung 4. Durch die Grünfläche fließt der Ilsenburgsgraben und es liegen zwei geschützte Biotopflächen (Fahlweiden-Schwarzerlen-Auenwald und Brennnessel-Schwarzerlenwald) darauf. |
| Bb     | Karower Damm (Lage)                                                      | 78501                                    | 2015–2016                                |                                                                    | 3,06           | Die Grünanlage befindet sich zwischen Karower Damm und Treseburger Straße. Anfang Februar 2015 mussten 32 geschützte Bäume gefällt werden, um Platz für die neue Grünanlage zu schaffen. Das betraf einzeln stehende und nicht standsichere Bäume. Danach begannen die eigentlichen Bauarbeiten, die bis zum Frühjahr 2016 fertiggestellt wurden. Die Baukosten beliefen sich auf 382.000 Euro. Im zentralen Bereich der Grünanlage liegt ein Pfuhl, ein geschütztes Biotop. Um den Eingriff in die Natur so gering wie möglich zu halten, wurden die Wege hier hauptsächlich über Stege geführt. |
| Bf     | Bahnhofstraße (Lage)                                                     | 00708                                    |                                          |                                                                    | 1,28           | Der ehemalige Friedhof VIII, auf dem im Jahr 1945 die Opfer des Zweiten Weltkrieges beerdigt worden sind, befindet sich an der Bahnhofstraße. Zwischen den Jahren 1961 und 1989 lag der Friedhof im Grenzbereich der Berliner Mauer und war für die Besucher nicht zugänglich. Der Magistrat von Berlin beschloss daher zum 1. August 1974 die Schließung der Anlage. Erst nach dem Mauerfall änderte sich die Situation: Die Sperrung des Grenzbereiches wurde aufgehoben und die Fläche des geschlossenen Friedhofs gelangte in die Zuständigkeit des neu gebildeten Bezirksamts Pankow. Im Jahr 1995 ließ das Bezirksamt eine weitere Namensplatte einweihen, auf der die Opfer dieses Grenzabschnitts während der Teilung der Stadt namentlich genannt wurden. Im Jahr 2007 wurde der Friedhof endgültig geschlossen und entwidmet. Um dem mahnenden Totengedenken wieder einen würdigen Rahmen zu geben, wurden die Verstorbenen auf den Friedhof III Am Bürgerpark umverlegt. An den ehemaligen Friedhof erinnert nur noch eine Hinweistafel. |
| Bf     | Botanischer Volkspark Blankenfelde-Pankow (Lage)                         | 00661, 00660, 00662                      | 1909–1929 1977 2004                      | Albert Brodersen                                                   | 33             | Entsprechend der historischen Entwicklung besteht die Anlage aus drei Teilen, wodurch die Fläche stetig wuchs. Ausgangspunkt war ein Schulgarten, in den späteren Jahren diente die Fläche zum Anbau von Nahrungspflanzen. Ab 1977 erfolgte eine Übergabe an die Humboldt-Universität zu Berlin, die einen Gegenpunkt zu dem in West-Berlin vorhandenen Botanischen Garten schuf. Im 21. Jahrhundert legte der Senat die Grünanlage als Gartendenkmal fest. |
| Bf     | Idehorst Landschaftspark (Lage)                                          | 00783                                    |                                          |                                                                    | 3,65           | Der Landschaftspark befindet sich neben dem Naturschutzgebiet Idehorst mit Wäldchen. Mehrere Wege durchziehen den kleinen Park. Außerdem bilden an einigen Stellen aufgehäufte Findlinge eine Art Steingarten und es gibt auch ein Feuchtbiotop. |
| Bf     | Idehorst NSG (Lage)                                                      | 00892                                    |                                          |                                                                    | 1,86           | Das Naturschutzgebiet (NSG) besteht aus zwei Teilen und ist Bestandteil des Naturparks Barnim. Die Grünanlage bezieht sich nur auf das Gebiet mit dem Wäldchen. Das NSG wurde am 1. März 1995 unter Naturschutz gestellt und darf nicht betreten werden. |
| Bf     | Rosenthaler Weg / Blankenfelder Straße (Lage)                            | 00735                                    |                                          |                                                                    | 3,14           | Die Grünanlage liegt an der Ecke Rosenthaler Weg / Blankenfelder Straße, direkt an der Straßenbahnwendeschleife. Außerdem befindet sich dort das Retentionsbecken Buchholz-West. |
| Bu     | Am Posseberg I (Lage)                                                    | 00860                                    |                                          |                                                                    | 16,51          | Die Grünanlage liegt im Gewerbegebiet Pankow Nord und zieht sich entlang des Autobahndreiecks Pankow (Autobahn 10 und 114). |
| Bu     | Franz-Schmidt-Straße / Walter-Friedrich-Straße (Lage)                    | 00431                                    |                                          |                                                                    | 0,46           | Die Grünanlage befindet sich an der Ecke Franz-Schmidt-Straße / Walter-Friedrich-Straße. Dort steht die Bronzeplastik Gänsetrieb (eine Gänsegruppe) des Bildhauers Nikolaus Bode, die für das neue Bucher Wohnviertels WB III entworfen wurde. Wann die Bronzeplastikgruppe entstand und aufstellt wurde, ist nicht ganz geklärt. In den Jahren 2011/12 wurde sie restauriert und im Jahr 2013 wieder aufgestellt. |
| Bu     | Pölnitzwiesen I (Pankegrünzug) (Lage)                                    | 00782                                    |                                          |                                                                    | 3,34           | Die Grünanlage Pölnitzwiesen I ist ein geschütztes Feuchtgebiet, die nördlich des Schlossparks Buch liegt und durch den Pölnitzweg, Röntgentaler Weg und das brandenburgische Röntgental begrenzt wird. Am Rande der Grünanlage fließt die Panke und der Pankeweg verläuft hindurch. Die Auenlandschaft dient dem Hochwasserschutz. Für seltene Flora- und Fauna-Vertreter sind die Pölnitzwiesen I ein wertvoller Lebensraum. |
| Bu     | Schlosspark Buch (Lage)                                                  | 00277                                    | 1670–1672                                |                                                                    | 13,51          | Der Schlosspark wird von Wiltbergstraße, Straße Alt-Buch und Pölnitzweg begrenzt. Um das Jahr 1670 erwarb Freiherr Gerhard Bernhard von Pölnitz die Parkanlage mit dem Schloss. Er ließ das Schloss umgestalten und den Park als holländischen Barockgarten ausbauen. Außerdem wurde ein Kanalsystem angelegt, das zur Fischzucht diente. Nachdem Freiherr Gerhard Bernhard von Pölnitz im Jahr 1679 gestorben war, erwarb im Jahr 1724 Adam Otto von Viereck den Schlosspark, ließ ihn erweitern und eine Orangerie bauen. Nach den Plänen des Architekten Friedrich Wilhelm Diterichs wurde das Schloss umgebaut. Zwischen 1810 und 1820 ließ die Familie von Voß, die nun Eigentümer wurde, den Park zum Landschaftspark umgestalten. Zusätzlich erwarb die Familie angrenzende Wiesen und ein Waldstück. Es wurden ein Teich angelegt, Hügel aufgeschüttet, und mehrere Holzbrücken über die Panke errichtet. Julie von Voß verhalf dem Park durch ihr Verhältnis mit Friedrich Wilhelm II. als morganatische Gemahlin zu einer gewissen Bekanntheit. Die Stadt Berlin kaufte im Jahr 1898 den Park mit dem Schloss und seit dem Jahr 1906 ist alles für die Öffentlichkeit zugänglich. Zwischen 1955 und 1957 gab es nach Plänen von Folkwin Wendland umfangreiche Wiederherstellungsarbeiten. Obwohl beide Gebäude den Zweiten Weltkrieg unbeschadet überstanden hatten, wurde nach dem Abriss der Orangerie 1955 das Schloss 1964 aus politischen Gründen gesprengt. An ihrer Stelle entstand eine Rosenanlage. Seit dem Jahr 1987 steht dort die Skulptur Mitwelt des Bildhauers Carl Blümel. Seit dem Jahr 2016 ist der Schlosspark ein Naturschutzgebiet. Im Jahr 2013 und 2017–2022 gab es eine denkmalgerechte Erneuerung von Teilen des Schlossparks Buch. Die Kosten für den ersten Bauabschnitt betrugen 2,18 Mio. Euro, die aus dem Programm Stadtumbau Ost und aus Fördermitteln der EU (EFRE) stammten. Der Schlosspark steht als Gartendenkmal in der Berliner Denkmalliste. |
| FB     | Aubertstraße gegenüber 4 (Lage)                                          | 00864                                    | 2009                                     |                                                                    | 0,20           | Der Verein Bunter Garten Buchholz e. V. wurde im Jahr 2009 gegründet und hat seinen interkulturellen Garten zwischen dem Grünzug am Siedlungsrand und Aubertstraße gegenüber Hausnummer 4. Der Garten hat eine Gesamtfläche von 2.000 m² und bietet Platz für ca. 20 Parzellen mit einer Fläche von je ca. 30 m². Dort bauen die Eigentümer Nutzpflanzen wie Obst, Gemüse, Blumen und Kräuter an. Zudem gibt es eine Kräuterspirale, gemeinsame Sitzplätze und ein Feuchtbiotop. |
| FB     | Bahnhofstraße bis Königsteinbrücke (Lage)                                | 00795                                    |                                          |                                                                    | 3,18           | Die Grünanlage liegt auf dem Pankeweg, Nord-Süd-Weg und verläuft neben der Panke von der Bahnhofstraße bis zur Königsteinbrücke. |
| FB     | Grünzug am Siedlungsrand mit Spielplatz (Lage)                           | 00742, 00743, 00824, 00865               |                                          |                                                                    | 6,88           | Der Grünzug verläuft vom Rosenthaler Weg, vorbei an der Biotopfläche Krugpfuhl, bis zur Blankenfelder Straße. Außerdem liegen im Grünzug ein Spielplatz (Rosenthaler Weg 73–75), ein Skaterplatz (Cunistraße neben 34) und ein Abenteuerspielplatz (Blankenfelder Straße 106). |
| FB     | Kalvinistenweg – Grünstreifen (Lage)                                     | 00842                                    |                                          |                                                                    | 0,67           | Der Grünstreifen verläuft von der Blankenfelder Straße 18, vorbei an den Häusern des Kalvinistenwegs bis Ecke Cunistraße / Kalvinistenweg. |
| FB     | Löffelbrücke bis Bahnhofstraße (Lage)                                    | 00275                                    |                                          |                                                                    | 0,80           | Die Grünanlage liegt zwischen Pankeweg und Nord-Süd-Weg. Sie tangiert das Pankeufer, Karpfenteiche und das Pankebecken. |
| FB     | Mazetstraße – Grünzug mit Spielplatz (Lage)                              | 00779, 00801                             |                                          |                                                                    | 0,75           | Der Grünzug verläuft von der Blankenfelder Straße neben der Mazetstraße bis zum Picardieweg und wird von der La-Rochelle-Straße, Nantesstraße und Guyotstraße begrenzt. Der allgemeine Spielplatz liegt in der Mazetstraße gegenüber 14 und entstand nach dem Jahr 1990. |
| FB     | Parkstraße 7–15 / Elfenallee (Park Buchholz I) (Lage)                    | 00412                                    | um 1980                                  | Peter Joseph Lenné                                                 | 0,47           | Der Park Buchholz I (auch Elfenpark genannt) liegt im Eck nördlich der Parkstraße und westlich der Elfenallee. Die damalige Gartenanlage Buchholz hatte eine Fläche von neun Hektar und geht auf das 19. Jahrhundert zurück. Der preußische Minister Graf Lottum ließ sich von Peter Joseph Lenné einen Sommersitz mit Garten planen, drei Entwürfe von Lenné sind überliefert: zwei aus dem Jahr 1827 und einer aus dem Jahr 1829. Welche Gestaltung vorgenommen wurde, ist nicht bekannt. Bis zum beginnenden 20. Jahrhundert war die Gartenanlage öffentlich zugängig. Als um 1904 eine Parzellierung der Fläche erfolgte wurde, verschwand ein Großteil des Anwesens von Graf Lottum, größere Baumpflanzungen blieben jedoch erhalten. Nach 1945 nutzten die Gartenpächter die Flächen zur Eigenversorgung mit Gemüse und Obst. Um 1980 wurde die Gartenanlage aufgegeben, erst nach der deutschen Wiedervereinigung entdeckten Anwohner die Bedeutung von grünen Erholungsoasen. Es entstand ein neuer Park mit Liegewiese, der frühere Elfen-Teich wurde einbezogen. |
| FB     | Parkstraße 24, 26, 28 / Eddastraße (Victoriapark) (Lage)                 | 00469                                    |                                          | Peter Joseph Lenné                                                 | 1,05           | Der Park befindet sich an der Ecke nördlich der Parkstraße und westlich der Eddastraße. Die beiden Parks Buchholz I und Victoriapark sind Reste des Lennéparks, die bis zum Jahr 1904 eine gemeinsame Geschichte besitzen. Als die Parzellierung der Fläche vorgenommen wurde, blieben Einzelflächen unbenutzt, wo sich ein naturbelassener kleiner Wald mit Efeu bewachsenem Boden entwickelte. Der Park wird im Volksmund auch als Lausepark bezeichnet. |
| FB     | Schweizer Tal – Grünzug mit Spielplatz (Lage)                            | 00778, 00802                             |                                          |                                                                    | 0,56           | Der Grünzug verläuft von Arnouxstraße bis Ecke Blankenfelder Straße / Chartronstraße, wird von Tiriotstraße und Straße Schweizer Tal begrenzt. Der allgemeine Spielplatz liegt Schweizer Tal, neben 18 und entstand nach 1990. |
| Hd     | Platz A Heinersdorf mit Spielplatz (Lage)                                | 70122, 80021                             | 1925                                     |                                                                    | 0,53           | Der Platz A geht aus dem Bebauungsplan vom Jahr 1925 hervor. Der Verein Zukunftswerkstatt Heinersdorf e. V. war noch nicht gegründet, da hatten einige Familien im Frühjahr 2007 beschlossen, den Platz A in Eigenleistung wieder instand zu setzen. Sie beantragten Mittel für Ehrenamtsarbeit beim Bezirksamt und Unterstützung des Grünflächenamts und gestalteten den Platz in mehreren Arbeitseinsätzen im September 2007 zu einem Spielplatz mit Schaukel um. Im Jahr 2012 kamen ein Sandkasten und ein Insektenhotel hinzu. |
| Hd     | Schmöckpfuhlgrabengrünzug (Lage)                                         | 70138                                    |                                          |                                                                    | 8,01           | Der Grünzug verläuft am Schmöckpfuhlgraben entlang. Die Initiative Freiobst Pankow pflanzte westlich der Grünanlage einige Obstbäume an den öffentlichen Wegen. Außerdem stehen dort verschiedene Bäume aus unterschiedlichen Pflanzjahren. |
| Hd     | Sleipnerplatz (Lage)                                                     | 70201                                    | 1920er Jahren                            |                                                                    | 0,39           | Der Sleipnerplatz entstand in den 1920er Jahren im Zusammenhang mit der Anlage der Siedlung, er war damals doppelt so groß wie heute. Er wurde jedoch nie gärtnerisch gestaltet, allerdings siedelten sich hier Kastanienbäume an. Seit dem Jahr 2019 kümmert sich der Bürgerverein Zukunftswerkstatt Heinersdorf e. V. um den Platz mit dem Kastanienwäldchen. Die Mitglieder befreiten den Platz von illegalem Müll, der dort abgeladen wurde, und gestalteten den Platz so um, dass wieder Pflanzen frei wachsen können und kleine Wildtiere ein Refugium finden. |
| Ka     | Alt-Karow 30 (Lage)                                                      | 00851                                    |                                          | Bürgerstiftung Karow                                               | 0,60           | Die Grünfläche im kommunalen Eigentum liegt an der Ecke Alt Karow / Hofzeichendamm / Bucher Chaussee. Weil für Pflegearbeiten kein Geld zur Verfügung steht, ist seit vielen Jahren die Bürgerstiftung Karow dort aktiv. Die Aktivisten machten aus einer verwilderten Fläche eine offizielle Grünanlage, die Stiftungswiese. Unter anderem pflanzten sie Bäume und Heckensträucher. |
| Ka     | Aue-Park mit Spielplatz (Lage)                                           | 70525, 70526, 70528                      |                                          |                                                                    | 2,54           | Der Aue-Park wird von der Achillesstraße, der Röländer Straße und der Busonistraße begrenzt. Im Park fließt ein Bach durch ein Feuchtgebiet zu einem großen See. Zwei Spielplätze laden zur Benutzung ein. |
| Ka     | Hofzeichendamm, südlich (Lage)                                           | 70214                                    |                                          |                                                                    | 1,71           | Die breite große Grünfläche, umgeben von den Straßen Hofzeichendamm, Strömannstraße und westlich am Schmiedebankplatz liegend, verläuft östlich weiter über Am Hohen Feld, Ingwäonenweg bis Karower Weg im Ortsteil Lindenberg im Landkreis Barnim. Am 15. Februar 1997 erhielt die Straße samt Grünanlage ihren heutigen Namen Hofzeichendamm, zuvor hieß sie Straße 76. |
| Ka     | Schmiedebankplatz (Lage)                                                 | 70207                                    |                                          |                                                                    | 0,51           | Der rechteckige Schmiedebankplatz unterbricht den langen Straßenzug und die breite Grünfläche Hofzeichendamm. Seit dem 15. Februar 1997 trägt die Fläche ihren Namen nach einer Schmiedebank, dem Hofzeichen eines alten Karower Kossätenhofs. In den 2010er Jahren sollte eine umfassende Erneuerung samt Instandsetzung der Brunnenanlage erfolgen, was aber (wieder einmal) an der knappen Kasse des Bezirksamts scheiterte. Eine Besserung ist nicht in Sicht. |
| Ka     | Westliche Bucher Chaussee, Pfannschmidtstraße (Lage)                     | 00381                                    |                                          |                                                                    | 11,96          | Die Grünanlage verläuft westlich der Bucher Chaussee parallel zur Autobahn 10 bis Pfannschmidtstraße. Zehn Jahre lang (vom 21. September 1999 bis 28. April 2009) war sie Bestandteile des Wasserschutzgebietes für das Wasserwerk Buch und war nicht öffentlich nutzbar. Mit einer Änderung der entsprechenden Verordnung änderte sich das dann, das Schutzgebiet wurde aufgehoben. |
| Nh     | Brosepark mit Spielplatz (Lage)                                          | 00228, 00230                             | 1804                                     | Benneckenstein und Jacob Kratzenstein                              | 3,99           | Der Brosepark befindet sich nördlich des Schlossparks Niederschönhausen, wird von der Dietzgen-, Beuth- und Wackenbergstraße begrenzt. Im Jahr 1804 kaufte der Berliner Bankier Wilhelm Brose das Grundstück, ließ es nach seinen Vorstellungen von den Gartenarchitekten Benneckenstein und Jacob Kratzenstein als Park gestalten. Darin entstanden ein Schloss für die Familie, ein Gärtnerhaus und ein großes Treibhaus. Die Gemeinde Niederschönhausen erwarb die gesamte Immobilie im Jahr 1920, gestaltete den Park um, der nun für die Besucher öffentlich zugänglich war. Im Zweiten Weltkrieg wurden alle Gebäude bis auf das Küster-Palm-Haus zerstört. Nach den Wiederaufbauarbeiten des Schlossensembles kamen ein großer Spielplatz und ein Naturpavillon im Park hinzu. Im Jahr 1976 stellte die damalige Bezirksverwaltung am Haupteingang neben dem Brosehaus eine Bronzeplastikfigur Mutter mit Kind auf. |
| Nh     | Heinrich-Mann-Platz (Lage)                                               | 00002                                    |                                          |                                                                    | 0,82           | Der Platz befindet sich östlich des Bürgerparks Pankow, hieß vorher Hohenzollernplatz (vor 1908 bis 1937) und Seckendorffplatz (1937 bis 1951). Seit dem 12. April 1951 ist der Platz nach dem Schriftsteller und Opfer des NS-Regimes Heinrich Mann benannt. |
| Nh     | Kuckhoffstraße 36 / Rapoport-Park (Lage)                                 | 00226                                    |                                          |                                                                    | 0,41           | Der Platz befindet sich an der Kreuzung Kuckhoffstraße/Waldstraße. Seit dem 11. April 2025 ist er nach den Ärzten Ingeborg (1912–2017) und Samuel Mitja Rapoport (1912–2004) benannt, deren ehemaliger Wohnort sich in der nahegelegenen Kuckhoffstraße 45 befand. |
| Nh     | Schlosspark Schönhausen mit innerem Teil und Spielplatz (Lage)           | 00169, 00174, 00175, 00344               | nach 1664                                |                                                                    | 24,48          | Der Schlosspark wird von Am Schlosspark und Ossietzkystraße begrenzt. Um das Jahr 1662 hatte die Gräfin Dohna einen holländischen Park anlegen lassen, in dem 1664 ein Gutshaus errichtet wurde. In der Folge ging das Anwesen an den Kurfürsten Friedrich III. (den späteren König Friedrich I.), der es seinem Obermarschall Joachim Ernst von Grumbkow zur Nutzung überließ. Es erfolgte ein Umbau des Bauensembles durch Johann Arnold Nehring, später eine weitere Veränderung durch Eosander von Göthe. Der Park wurde nun im französischen Stil umgestaltet. Schloss und Park verfielen aber nach dem Tod von Friedrichs I. Das Anwesen gelangte dann in das Eigentum von Friedrich dem Großen, der es 1740 seiner Frau Elisabeth Christiane schenkte. Der Garten wurde wieder gepflegt, doch bald verwüsteten Kosaken im Verlauf des Siebenjährigen Krieges den Park und plünderten das Schloss. Im nächsten Schritt wurde das Schloss ab 1763 wieder erneuert und zugleich verbreitert, geplant und geleitet durch Johann Boumann. Nach mehr als 50 Jahren durfte nun (1828–1831) Peter Joseph Lenné den Schlossparkgarten neu gestalten, er bezog das Flüsschen Panke und die ehemaligen Bauernwiesen mit ein. Zum Ende des Zweiten Weltkriegs besetzte die Rote Armee das Anwesen. Nach deren Rückzug wurde die neu gegründete DDR Eigentümerin und ließ es zur Repräsentanz ihres Präsidenten Wilhelm Pieck herrichten. Seit dem Jahr 1987 stehen das Schloss und die Parkanlage in der Berliner Denkmalliste. Am 24. Juni 2005 übergab das Land Berlin das Schönhausener Schloss samt Park an die Stiftung Preußische Schlösser und Gärten Berlin-Brandenburg. Nach zahlreichen Sanierungsarbeiten kann das Schloss seit Dezember 2009 wieder besichtigt werden. Im Garten wurden Spielplätze aus den 1980er Jahren erneuert. Außerdem führt der Radfernweg Berlin–Usedom und der Panke-Radweg entlang der Panke durch den Schlosspark.                                            |
| Nh     | Volkspark Schönholzer Heide mit Spielplatz (Lage)                        | 00245, 00252, 00254                      | 1753                                     |                                                                    | 41,02          | Der Volkspark wird vom Waldsteg, Straße vor Schönholz, Hermann-Hesse-Straße und Friesenstraße begrenzt. Der Park entstand aus einer Maulbeer-Plantage, die Königin Elisabeth Christine hier zur Seidenraupenzucht anlegen ließ. Zur Bewirtschaftung kamen böhmische Kolonisten, bauten Wohnhäuser und eine Restauration sowie ein kleines Gutshaus, bald als Schlösschen Schönholz bezeichnet. Im Jahr 1884 ging das Schlösschen in den Besitz der Berliner Schützengilde über, die regelmäßig ihre Schützenfeste abhielt. Nach Plänen von 1922 wurde die Fläche, wegen des vorherrschenden Bewuchses bald Schönholzer Heide genannt, zu einem Volkspark. Die Schützengilde blieb aber auch weiter hier aktiv und errichtet sich eine kleine Vergnügungsparkanlage. Nach dem Zweiten Weltkrieg, ab Mai 1947, entstand auf einer an den Volkspark anschließenden Fläche nach den Entwürfen einer sowjetischen Architektengruppe und eines Bildhauers das Sowjetische Ehrenmal, das am 7. November 1949 eingeweiht wurde. Der Magistrat von Berlin als Eigentümer der Volksparkanlage ließ diese von 1968 bis 1974 instand setzen. Mit dem Übergang in das Eigentum des neu gebildeten Berliner Senats nach dem Mauerfall wurde der Volkspark von 2010 bis 2013 noch einmal erneuert. Der Volkspark und das Ehrenmal stehen beide als Gartendenkmale in der Berliner Denkmalliste. |
| Pa     | Amalienpark (Lage)                                                       | 00324                                    | 1897                                     | Otto March                                                         | 0,29           | Der Amalienpark liegt zwischen Wolfshagener Straße und Breite Straße und wurde nach Amalie (Anna Amalie), Prinzessin von Preußen benannt. Im Bebauungsplanung des damaligen Berliner Vorortes Pankow war die Anlage als Stadtplatz vorgesehen. Im Jahr 1897 bekam der Architekt Otto March den Auftrag, den Platz umzugestalten und die daran angrenzende Wohnparkanlage im Landhausstil zu errichten. Dabei entstanden eine kleine Parklandschaft und eine beispielhafte Wohnanlage mit den ersten zwei- beziehungsweise dreigeschossigen Mietshäusern in einzeln stehenden Gebäuden mit einem Garten im Umfeld. Im Zweiten Weltkrieg wurde der Amalienpark teilweise zerstört. Von 1976 bis zu ihrem Tod 2011 wohnte dort die Schriftstellerin Christa Wolf. |
| Pa     | Andreas-Hofer-Platz mit Spielplatz (Lage)                                | 00291, 00292, 00293                      | 1926                                     | Alexander Weiss                                                    | 2,45           | Zwischen den Jahren 1905 und ca. 1920 entstand das Tiroler Viertel. Der ca. 150 Meter × 180 Meter große Platz wurde im Jahr 1926 gebaut. Der Platz ist nach dem Anführer des Tiroler Bauernaufstandes Andreas Hofer benannt. Ende der 1970er Jahre mussten die Kleingärten wegen der Fortsetzung der Bebauung verschwinden. Außerdem ist ein sogenannter Brenner, ein aus Kriegsschutt aufgeschütteter Hügel auf dem Platz. Im Jahr 2015 gab es eine Neubepflanzung mit Bergahornbäumen neben den schon vorhandenen Ebereschen. |
| Pa     | Bleichröderpark mit Spielplatz (Lage)                                    | 00029, 00030, 00032                      | 2002–2003                                | Heidrun Günther                                                    | 1,21           | Der Bleichröderpark entstand auf den ehemaligen Grundstücken der jüdischen Familie Bleichröder hinter Breite Straße 34, die hier von 1818 bis zur Enteignung und Vertreibung durch die Nationalsozialisten ihren Wohnsitz hatte. Aus der Zeit, als die Familie dort noch wohnte, stammen hohe alte Bäume: 200-jährige Stieleichen, Kastanien, Linden und Ahorn sowie verschiedenartige Gehölze. Zu DDR-Zeiten gab es den Park schon. Zwischen den Jahren 2002 und 2003 erfolgte nach Plänen der Landschaftsarchitektin Heidrun Günther eine Umgestaltung des Parks für 1.350.000 Euro. Dabei entstanden drei Spielbereiche für jede Altersgruppe, Spiel- und Liegewiese. Nach den Umbauarbeiten wurde der Park nach der Familie Bleichröder benannt. Am Parkeingang am Anger befindet sich eine Gedenktafel auf einem Findling mit Informationen über die Familie Bleichröder. |
| Pa, Nh | Bürgerpark Pankow und Bürgerpark Niederschönhausen mit Spielplatz (Lage) | 00003, 00006, 00008, 00184               | 1864–1865 1965–1969 grundlegend erneuert | Wilhelm Perring                                                    | 12,57 (gesamt) | Die seit dem Beginn des 20. Jahrhunderts als Bürgerpark bezeichnete Anlage war zunächst ein privater Garten im englischen Stil und gehörte der Familie Hermann Killisch von Horn. Im Jahr 1907 erwarb die Gemeinde Pankow den Garten und ließ ihn als öffentliche Grünanlage umgestalten. Zahlreiche Spazierwege, Sitzgelegenheiten, Skulpturen und ein Denkmal sowie Spielplätze werden für Parkbesucher bereitgehalten. Am Rande des Parks verläuft die Panke. |
| Pa     | Heinz-Knobloch-Platz mit Spielplatz (Lage)                               | 00288, 00289                             |                                          |                                                                    | 0,85 (gesamt)  | Der Stadtplatz Heinz-Knobloch-Platz befindet sich an der Berliner Straße 32, 34 und wird von Masurenstraße, Samländische Straße und Mühlenstraße begrenzt. Auf dem Platz steht ein nach dem Jahr 1990 gebauter allgemeiner Spielplatz. Im Jahr 2014 wurde der Spielplatz erneuert. Außerdem steht auf dem Stadtplatz ein Gedenkstein Heinz Knobloch aus dem Jahr 2004 vom Künstler Gerhard Thieme. |
| Pa     | Paracelsusplatz mit Spielplatz (Lage)                                    | 00195, 00196                             | 1905                                     |                                                                    | 0,64           | Der Platz wurde im Jahr 1905 angelegt, befindet sich im Krankenhaus-Viertel und wird durch die Paracelsus- / Achtermann- / Prießnitzstraße begrenzt. Anlieger der Straße um den Platz haben einen Antrag gestellt, dass der Platz den Namen Paracelsus bekommen sollte. Seit dem 15. Dezember 2016 wird der Platz nach Paracelsus benannt. |
| Pa     | Paule-Park mit Spielplatz (Lage)                                         | 00878, 00879                             | 2005                                     | Azemina Bruch                                                      | 0,87           | Im 18. Jahrhundert war das Gebiet Teil der Flussniederung der Panke und es siedelten sich wohlhabende Bürger an. Nach 1945 wurden die Brach‐ und Gartenflächen zu Kleingärten umgewandelt, die ab den 1990er Jahren wieder aufgegeben wurden. Zwischen 1994 und 2011 erfolgte nach Plänen der Landschaftsarchitektin Azemina Bruch eine Neugestaltung der Flächen, 2005 fand die Einweihung der Grünanlage statt, die den Namen Paule-Park erhielt. Zur Namensfindung hatte das Bezirksamt einen Wettbewerb unter den Pankower Bürgern ausgeschrieben, Gewinner war der Freundeskreis der Chronik Pankow e. V., der die Benennung nach dem Maler Paul Schultz-Liebisch vorgeschlagen hatte. Der Paule-Park befindet sich in Höhe der Parkstraße 20 hinter dem Rathaus-Center. |
| Pa     | Pestalozzistraße 9–11 mit Spielplatz (Lage)                              | 00482, 00485                             | 2007                                     |                                                                    | 0,45           | Der Spielplatz existiert seit dem Jahr 1998; das gesamte Areal Pestalozzistraße 9–11 mit Spielplatz wurde im Jahr 2007 als offizielle Grünanlage gewidmet. Unter der Adresse der Grünanlage steht auch das Montessori-Haus. |
| Pa     | Susanne-und-Kurt-Crohn-Platz mit Spielplatz (Lage)                       | 00060, 00068                             |                                          |                                                                    | 0,50           | Der Stadtplatz wird von Wisbyer Straße, Baumbachstraße, Schonensche Straße und Kurze Straße begrenzt. Das Bezirksamt Pankow hat am 1. November 2022 beschlossen, dass der namenlose inoffizielle Wisbyer Platz in Susanne-und-Kurt-Crohn-Platz umbenannt wird und die Umbenennung fand am 22. Dezember 2022 statt. Der allgemeine Spielplatz entstand vor 1990. |
| Pa     | Thulestraße 69–73 mit Spielplatz (Lage)                                  | 00065, 00066                             |                                          |                                                                    | 1              | Die Grünfläche befindet sich an der Thulestraße 69 bis 73 zwischen Prenzlauer Promenade und Straße Eschengraben. Der allgemeine Spielplatz entstand vor 1990. |
| PB     | Am Weingarten 16 (Lage)                                                  | 70868                                    |                                          |                                                                    | 0,26           | Bis zum Jahr 1999 war das 2500 m² große Areal eine Brachfläche, seitdem werden ca. 500 Weinstöcke angebaut und später im Herbst geerntet. Das Areal wird durch den im Jahr 2003 gegründeten Förderverein Weingarten Berlin e. V. betreut. |
| PB     | Arnimplatz mit Spielplatz (Lage)                                         | 70547, 70548, 70549                      | 1862                                     |                                                                    | 1,81           | Der Arnimplatz befindet sich in der Nähe der Schönhauser Allee. Dieser Platz war im Hobrecht-Plan im Jahr 1862 festgelegt. Der Platz wird seit dem 15. September 1903 nach dem Dichter Achim von Arnim benannt. Zwischen 1905 und 1907 wurde er wahrscheinlich nach den Entwürfen von Hermann Mächtig gestaltet und von Lenné und Meyer fortgesetzt. Mit der Kennzeichnung als Spielplatz wurden Teile des Platzes im Jahr 1910 freigegeben. Seit 1926 steht auf dem Spielplatz auf Antrag der Berliner Elektrizitätswerke eine Netzstation, die heute noch in Betrieb ist. Im Jahr 1984 wurde der Spielplatz und der Rosengarten neu gestaltet und der Platz mit historischen Elementen aufgebessert. Auf dem Platz steht vom Künstler Michael Klein das Denkmal Bettina und Achim von Arnim. |
| PB     | Arnswalder Platz mit Spielplatz (Lage)                                   | 70902, 70910, 70912                      | 1904–1910                                | Hermann Mächtig                                                    | 1,84           | Der denkmalgeschützte Stadtplatz Arnswalder Platz liegt im Bötzowviertel zwischen Danziger Straße und Pasteurstraße, seitlich begrenzt von Bötzowstraße und Hans-Otto-Straße. Der Platz war im Hobrecht-Plan von 1858 und 1862 bereits vorgesehen und hieß zwischen den Jahren 1862 und 1902 einfach Platz A. Am 23. August 1902 erhielt er den Namen Arnswalder Platz nach der ehemaligen Kreisstadt Arnswalde (Provinz Pommern, seit 1945: Choszczno). Von 1904 bis 1910 erfolgten Neugestaltungen nach Plänen des Landschaftsgärtners Hermann Mächtig. Der im Zentrum des Platzes befindliche Stier- oder Fruchtbarkeitsbrunnen, gestaltet vom Bildhauer Hugo Lederer, sollte ursprünglich in Friedrichshain auf dem Baltenplatz oder auf dem Forckenbeckplatz aufgestellt werden. Wegen der Baugrundverhältnisse fiel die Standortwahl im Jahr 1933 aber auf den Arnswalder Platz. Im Zusammenhang mit der Aufstellung des Brunnenkomplexes gestaltete Richard Ermisch die Platzanlage neu. Der Fruchtbarkeitsbrunnen erhielt im Jahr 1977 den Denkmalschutzstatus. Vier Jahre später erhielt der Platz den Namen Hellmannplatz, das wurde aber nach dem Ende der Nazi-Diktatur, am 31. Juli 1947, rückgängig gemacht. Von 1974 bis Februar 1995 trug die Grünanlage keinen Namen, weil sie keine postalische Adresse war. Im Februar 1995 beschloss der Senat die Rückbenennung in Arnswalder Platz. Seit dem Jahr 2002 ist der Stadtplatz als offizielle Grünanlage gewidmet. Der Fruchtbarkeitsbrunnen wurde im Rahmen des Stadtumbaus Ost 2007 bis 2009 denkmalgerecht saniert und am 12. Mai 2010 wieder der Öffentlichkeit übergeben. Seit diesem Tag sprudelt der Brunnen wieder nach altem Muster. Die Pflege des Stadtplatzes hat seit Jahren eine Anwohner-Initiative übernommen, die hier auch das Sommerfest Stierisch gut organisiert. |
| PB     | Blankensteinpark mit Spielplatz (Lage)                                   | 77862, 77866                             | 2004–2005                                |                                                                    | 3,98           | Der Blankensteinpark entstand auf dem ehemaligen Zentralvieh- und Schlachthof und wird von den Straßen Zur Rinderauktionshalle, August-Lindemann-Straße, Eldenaer Straße und Richard-Ermisch-Straße begrenzt. Bevor der Park entstand, wurde im Jahr 2001 ein Realisierungswettbewerb ausgeschrieben, den die Landschaftsarchitektin Gabriele G. Kiefer mit Christine Edmaier gewannen. Die Bauarbeiten begannen am 13. September 2004 und wurden Ende 2005 für 1,3 Millionen Euro fertiggestellt. Dabei entstanden ein Birkenwäldchen, Kieswege, Bänke, Rasenflächen und ein Ballspielplatz. Das denkmalgeschützte Metallgerüst der Hammelauktionshalle wurde als nördlicher Abschluss in den Park integriert. Unter der Rasenfläche des Parks befindet sich ein Regenwasser-Rückhaltebecken. |
| PB     | Diesterweg- / Danziger- / Ella-Kay-Straße (Lage)                         | 70809                                    | 1883–1935                                | Paul Mittelstädt                                                   | 0,89           | Im Jahr 1883 wurde der Platz an der damaligen Danziger Straße als Stadtplatz festgelegt, aber nicht bezeichnet. In den 1930er Jahren erhielt die Grünfläche, gelegen zwischen Diesterwegstraße (West), Gedickestraße (Nord), Winsstraße (Ost) und Danziger Straße den Namen Danziger Platz. Nach dem Ende des Zweiten Weltkriegs blieb die Grünfläche erhalten, der Platzname wurde jedoch nicht mehr verwendet, die Danziger Straße war dagegen in Dimitroffstraße umbenannt worden. Südöstlich auf dem Platz wurde in den 1980er Jahren das Denkmal für die Opfer des Faschismus aufgestellt (siehe Bild). Nach der Wende im Jahr 1992/93 führte das damals zuständige Bezirksamt Prenzlauer Berg einen Ideen- und Realisierungswettbewerb zur gärtnerischen Umgestaltung des Platzes durch. Daran beteiligten sich unter anderem die Landschaftsplaner Glaßer und Dagenbach, deren Entwurf angekauft, aber wohl nicht realisiert wurde. Die Widmung als Platz wurde zu Beginn des 21. Jahrhunderts aufgehoben und die Grünfläche heißt nach den begrenzenden Straßen Diesterweg- / Fröbel- / Ella-Kay- / Danziger Straße. Der ehemalige Platz hat aktuell keine Aufmerksamkeit mehr, denn er dient nur dem Durchqueren zum Fröbelplatz und zum Ernst-Thälmann-Park. |
| PB     | Einsteinpark mit Spielplatz (Lage)                                       | 70821, 70837                             | 2. Juli 1998                             |                                                                    | 2              | Der Einsteinpark, benannt nach dem deutschen Physiker Albert Einstein, liegt im Innenbereich zwischen der Storkower Straße hinter 39–51 und dem Pieskower Weg. Er war zunächst die Festwiese einer Kleingartenanlage, die für die Wohnbebauung abgerissen wurde, und hatte jahrelang keinen eigenen Namen. Die Grünanlage bietet Spiel- und Sportmöglichkeiten, auch Ruhepunkte, für Jung und Alt. Zur endgültigen Gestaltung gehört die Statue von Albert Einstein, der mit sich selbst in jungen Jahren im Gespräch ist, gestaltet von Anna Franziska Schwarzbach. Außerdem gibt es den Einsteinpavillon, der mit in Stein gemeißelten Einsteinschen Formeln verziert wurde. |
| PB     | Erich-Weinert-Park mit Spielplatz (Lage)                                 | 70569, 70570                             | 1970er Jahren                            |                                                                    | 1,07           | Der Erich-Weinert-Park, in den 1970er Jahren angelegt, liegt an der Ecke Prenzlauer Allee / Ostseestraße. Auf der Freifläche befinden sich ein Spielplatz und zahlreiche Kunstskulpturen sowie eine Büste des Schriftstellers Erich Weinert, die auf einem 1,5 Meter hohen Steinblock platziert wurde. Im Jahr 2019 fanden im Park Aufwertungsmaßnahmen statt, die aus dem Programm Städtebaulicher Denkmalschutz gefördert wurden. |
| PB     | Ernst-Thälmann-Park mit Spielplatz (Lage)                                | 70578, 70579, 70580, 70581, 70582, 77856 | 1983–1986                                |                                                                    | 12,10          | Der Ernst-Thälmann-Park wird durch das Ringbahngelände, Greifswalder Straße, Danziger Straße und Prenzlauer Allee begrenzt. Bevor die Wohn- und Parkanlage entstand, stand zwischen den Jahren 1872/73 und 1981 das 4. Berliner Gaswerk mit sechs Gasometern, 1981 wurde es stillgelegt. Der letzte Gasometer wurde im Jahr 1984 gesprengt. Vom ehemaligen Gaswerk blieben nur die alten Gebäude der Verwaltung übrig, die zu Kulturzentrum, Theater, Gaststätten und Museum ausgebaut wurden. Auf dem ehemaligen Gelände des Gasometers entstanden zwischen den Jahren 1983 und 1986 die Wohn- und Parkanlage. Dabei entstanden Wohnbauten in Plattenbauweise WBS 70 und verschiedenen infrastrukturellen Einrichtungen, im Park ein kleiner Teich mit Wasserfall, über 44.000 m² Rasen und 51.800 m² Gehölzflächen. Außerdem gibt es mehrere Spielplätze. Am 15. April 1986, einen Tag vor seinen 100-jährigen Geburtstag, wurde die vom sowjetischen Bildhauer Professor Lew Kerbel geschaffene 13 Meter hohe Bronzeplastik Ernst-Thälmann an der Greifswalder Straße eingeweiht. Auch die Wohn- und Parkanlage wurde aus Anlass der 750-Jahr-Feier Berlins im April 1986 der Öffentlichkeit übergeben. Die Wohn- und Parkanlage stehen in der Berliner Denkmalliste. |
| PB     | Falkplatz mit Spielplatz (Lage)                                          | 70550, 70551                             |                                          |                                                                    | 3,93           | Der Falkplatz war im Hobrechts-Plan vom Jahr 1862 als Stadtplatz vorgesehen. Im Jahr 1906 wurde der Platz nach dem Politiker Adalbert Falk benannt. Die Gestaltung der Grünflächen begann ein Jahr später. Auf der großen Rasenfläche befindet sich ein Kinderspielplatz. Ende der 1950er Jahre wurden ein Planschbecken, eine Rollschuhbahn, mehrere Kinderspielplätze und die Wege neu gestaltet. Aus hygienischen Gründen ist in den 1980er Jahren die Plansche abgerissen worden. An gleicher Stelle steht heute ein Tierfigurenbrunnen Walrosse vom Berliner Bildhauer Stephan Horota. Im Jahr 1992 fand die Einweihung der großen Spielanlage statt. |
| PB     | Fröbelplatz mit Spielplatz (Lage)                                        | 70572, 70573                             | 1935                                     | Paul Mittelstädt Landschaftsarchitektin Dagmar Gast (2010er Jahre) | 1,15           | Ende des 19. / Anfang des 20. Jahrhunderts diente das Areal zunächst als Lagerfläche. In den Jahren 1934/1935 entstand an der Prenzlauer Allee nach Entwürfen des Architekten Paul Mittelstädt ein Platz, der nach der anliegenden Straße Nordmarkplatz genannt wurde. Nach dem Zweiten Weltkrieg verwilderten die Wiesen, Büsche und Bäume, erst in Vorbereitung der Platz-Umbenennung nach dem Pädagogen Friedrich Fröbel anlässlich dessen 200. Geburtstags ließ das Bezirksamt Umgestaltungen und Pflegemaßnahmen ausführen. Zudem wurde eine Bronzefigur von Michael Klein (Die Debütantin) samt der künstlerischen Nachgestaltung der von Fröbel konzipierten Spielelemente aufgestellt. Lange nach der politischen Änderung, 2016/17, ließ das nun zuständige Bezirksamt Pankow eine Neugestaltung vor allem der Sport- und Spielausstattung vornehmen. Der westliche Teil der Grünanlage erhielt 2018/19 barrierefreie Zugänge. Die Umbauarbeiten erfolgten mit Mitteln aus dem Förderprogramm Stadtumbau Ost. Am 16. Oktober 2019 hat man den umgestalteten Platz mit einem Nachbarschaftsfest offiziell eingeweiht. |
| PB     | Hausburgpark mit Spielplatz (Lage)                                       | 70961, 70970, 77846                      | 2003                                     |                                                                    | 1,12           | Der Hausburgpark entstand auf dem ehemaligen Zentralvieh- und Schlachthof und wird von den Straßen Hausburgstraße, Hermann-Blankenstein-Straße und Otto-Ostrowski-Straße begrenzt. In ihm sind zwei Spielplätze und ein Wasserturm. Ende Juni 2003 wurde der Park mit einem Bürgerfest eingeweiht. |
| PB     | Helmholtzplatz mit Spielplatz (Lage)                                     | 70584, 70585                             | 1897–1902                                |                                                                    | 1,40           | Auf dem heutigen Helmholtzplatz befand sich ab dem Jahr 1872 eine Ziegelei mit Ringöfen und einem hohen Schornstein sowie dreißig Trockenschuppen. Betrieben wurde es von der Deutsch-Holländischen Actien-Bauverein. In der Ziegelei wurde Material zur Bebauung des südlichen Teils von Prenzlauer Berg produziert. Drei Jahre später war die Deutsch-Holländische Actien-Bauverein pleite, aber die Ziegelei verfiel allmählich und stand bis zum Jahr 1885. Der Fabrikschornstein musste wegen Einsturzgefahr gesprengt werden. Danach wurde die Umgebung der Ruine dicht mit Mietshäusern bebaut. Die Ruine wurde nicht bebaut, dafür wurde sie Ende des 19. Jahrhunderts zugeschüttet. Seit dem 4. August 1897 wird der Platz nach dem Physiker und Physiologe Hermann Ludwig Ferdinand von Helmholtz benannt. Vorher hatte der Platz im 12. Bebauungsplan die Bezeichnung Platz D. Der Platz wurde im Jahr 1902 mit einem Parkwächter offiziell eingeweiht. Im Jahr 1928 wurde in der Osthälfte des Platzes ein Trafohaus als elektrische Schaltstation gebaut und mit einem Sitzbereich und Wetterschutz ergänzt. Im Zweiten Weltkrieg gab auf dem Helmholtzplatz einige Zerstörungen. Von 1993 und 1995 war der Platz ein Sanierungsgebiet. Zwischen den Jahren 1998 und 2001 gab es eine Umgestaltung des Platzes. |
| PB     | Humannplatz mit Spielplatz (Lage)                                        | 70574, 70575                             | 1862                                     |                                                                    | 1,82           | Der Humannplatz war im Hobrechts-Plan vom Jahr 1862 als Stadtplatz vorgesehen (Platz E, Teilplan XII). Im Jahr 1903 wurde der Platz im Zuge des Städtebaus realisiert und bekam am 22. August 1903 den Namen zu Ehren des Ingenieurs, Architekten und Archäologen Carl Humann. Eigentlich war der Platz als Sicherheitsbereich für den Brandschutz vorgesehen, dies wurde kurz nach der Realisierung aufgrund des Drängens der Bevölkerung als Erholungs- und Spielfläche freigegeben. Zwischen den Jahren 1910 und 1912 wurde der Platz gärtnerisch gestaltet. Die Eingangsbereiche befinden sich jeweils an den vier Ecken des Platzes, die halbkreisförmig eingefasst sind. Zwischen den Jahren 1935 und 1937 wurden durch den Gartenarchitekten Paul Mittelstädt geringfügige gärtnerische Gestaltungen am Platz durchgeführt. Nach dem Zweiten Weltkrieg wurde der Platz wegen der Lebensmittelknappheit für Gemüseanbau benutzt. Wegen der zwischenzeitlichen Nutzungsänderung blieb der Platz in seiner ursprünglichen Gestaltungsform weitgehend erhalten. Im Juni 2011 wurde mit ersten Maßnahmen zur Umgestaltung des Platzes mit Mitteln des Programms Städtebaulicher Denkmalschutz begonnen, die im Jahr 2012 fertiggestellt wurden. Am 22. August 2012 wurde der neu gestaltete Spielplatz mit einem Fest offiziell eingeweiht. Zwischen den Jahren 2014/15 wurde das Toilettengebäude, das aus den Jahren 1936/37 stammt, zum Café umgebaut und im Frühjahr 2015 eröffnet. |
| PB     | Kniprodestraße / Werneuchener Wiese (Lage)                               | 70914                                    |                                          |                                                                    | 2,01           | Die Werneuchener Wiese wird durch die Danziger Straße, Kniprodestraße, Virchowstraße und Margerete-Sommer-Straße begrenzt. Zwischen 1880 und 1890 entstanden auf dieser Fläche 1.500 Wohnungen in 48 fünfgeschossigen Mietshäusern, die bis zu drei Hinterhöfe aufwiesen, auch als Mietskasernen bekannt. Zum Ende des Zweiten Weltkriegs mussten die Mieter des Hauskomplexes zwischen dem 26. und 30. April 1945 innerhalb von Minuten ihre Häuser räumen, weil die Waffen-SS sie noch kurz vor Kriegsende sprengte, um auf die vorrückende Sowjetarmee vom Flakbunker im Friedrichshain aus freies Schussfeld zu haben. Im Jahr 1960 wurden die letzten Ruinen der Nachkriegsjahre abgeräumt. Im Jahr 1969 errichtete der damalige Tankstellenbetreiber Minol an der nordöstlichen Ecke der Fläche eine Tankstelle. Zwischen den Jahren 1953 bis 1987 befand sich unter der Wiesenfläche eine unterirdische Schießanlage. Erst um die Wende zum 21. Jahrhundert gestaltete die Bezirksverwaltung im Zusammenhang mit dem anschließenden Volkspark Friedrichshain die Fläche neu und wies sie als geschützte Grünanlage Werneuchener Wiese aus. Die Tankstelle ging an den Betreiber Aral und wurde modernisiert entsprechend geltender Umweltauflagen. Auf der Wiese gibt es einen Gedenkort für die Gartenarchitekten Peter Joseph Lenné und Gustav Meyer (Lenné-Meyer-Gedenkort). Es ist vorgesehen, diesen Ort als Ehrenhain umzugestalten, wozu unter anderem Gartenplaner und eine Bürgerinitiative aufgerufen sind. Zudem plant das Bezirksamt, auf einem Teil der Fläche (6000 bis 8000 m²) einen temporären Schulbau zu platzieren, der zur Überbrückung dienen soll, während drei historische Schulgebäude in der Umgebung saniert werden. |
| PB     | Kollwitzplatz mit Spielplatz (Lage)                                      | 70605, 70606                             | 1875                                     | Hermann Mächtig (1885–1887) Reinhold Lingner (1949)                | 0,76           | Ende des 19. Jahrhunderts kaufte die Deutsch-Holländischen Actien-Bauverein das Gelände um den Platz, um es mit Mietshäusern zu bebauen. Ab dem Jahr 1875 wurde der Platz als Wörther Platz bezeichnet, dies geschah nach der im Deutsch-Französischen Krieg 1870/71 eroberten Stadt Wörth im Elsass. Zwischen 1885 und 1887 gestaltete der Stadtgartendirektor Hermann Mächtig den Platz als Schmuckplatz. Im Jahr 1949 wurde der Platz nach den Entwürfen des Gartenarchitekten Reinhold Lingner gestaltet und nach der deutschen Grafikerin, Malerin und Bildhauerin Käthe Kollwitz benannt. Zu Ehren der Künstlerin wurde auf dem Platz ein Denkmal von Gustav Seitz im Jahr 1959 aufgestellt. |
| PB     | Leise-Park (Lage)                                                        | 70450                                    | 1. Juli 2012                             | Landschaftsplanungsbüro Gruppe F                                   | 1,6            | An der Heinrich-Roller-Straße 2 entstand zwischen 2010 und 2012 auf ehemaligen Teilen des Friedhofs St. Marien und St. Nikolai II der Leise-Park. Zuvor hatte das Bezirksamt einen Wettbewerb zur Gestaltung ausgerufen: Anwohnerfamilien, Schüler der benachbarten Heinrich Roller-Grundschule und Landschaftsplaner fanden eine Lösung, den leicht verwilderten Charakter des Friedhofs zu erhalten und schlugen auch den Namen vor. Nach diesen Ideen entstand zwischen den verbliebenen Grabanlagen ein schmaler Rundweg, eine Spielfläche für Kinder und im nördlichen Teil des Parks sind Bänke und Holzpodeste sowie Kletter- und Balancierelemente aufgestellt worden. Am 1. Juli 2012 wurde der Leise-Park offiziell eröffnet. |
| PB     | Lewaldplatz, Spielplatz (Lage)                                           | 70588                                    | 1961                                     |                                                                    | 0,25           | Der Lewaldplatz wird von Lewaldstraße, Kuglerstraße und Scherenbergstraße begrenzt. Im Jahr 1961 wurde der der Deutschen Post AG gehörende Platz angelegt und ein Jahr später als Parkanlage genutzt. Aus dem Integrierten Stadtteilentwicklungskonzept (INSEK) Humannplatz / Ostseestraße von 2011 geht hervor, dass die Deutsche Post AG beabsichtigt, diese Fläche blockrandschließend zu bebauen. Die Bauvoranfrage wurde bereits abgelehnt. Der Bezirk Pankow möchte den Platz umbauen und als öffentliche Grünfläche erhalten. Um die Pläne zu verwirklichen, muss der Bezirk Pankow der Deutschen Post AG den Platz abkaufen. Das geschah nach dem Jahr 2011. Der Bebauungsplan-Entwurf für den Lewaldplatz wurde vom Bezirksamt Pankow öffentlich ausgelegt, um ihn bis zum 28. November 2014 in der Storkower Straße 97 einsehen und Hinweise oder Einwendungen äußern zu können. Am 28. Juni 2016 sammelten 40 Anwesende im Rahmen eines öffentlichen Ideenworkshops Ideen und Anregungen, dokumentierten und werteten das Konzept aus. Außerdem bekamen die Schüler der Carl-Humann-Grundschule, zwei benachbarte Kitas und ein Seniorenzentrum die Möglichkeit, ihre Ideen zur Platzgestaltung zu äußern. Dann kam man am 28. Juli 2016 wieder zusammen, stellte das überarbeitete Konzept der Öffentlichkeit vor und diskutierte darüber. Der Platz sollte im Rahmen des Förderprogramms Städtebaulicher Denkmalschutz im Sommer 2017 erneuert und umbaut werden. Der Umbau und die Neugestaltung des Platzes fand zwischen Mai und August 2017 statt. Die Gesamtsumme aus dem Städtebaulichen Denkmalschutz belief sich auf 320.000 Euro. Es wurden neue Spielgeräte und Sitzmöglichkeiten installiert. Zusätzlich wurden die Wege erneuert. Am 20. September 2017 wurde der Platz mit einem Fest eröffnet. |
| PB     | Mauerpark (Lage)                                                         | 70802                                    | 1994                                     | Landschaftsarchitekt Gustav Lange                                  | 7,48           | Der östliche Teil des heutigen Mauerparks wurde im 19. Jahrhundert teilweise als Exerzierplatz genutzt. Im westlichen Teil entstand ab 1872 ein Güterbahnhof. Direkt am heutigen Park verlief zwischen 1961 und 1989 die Berliner Mauer. Den 1990 vom Senat von Berlin ausgeschriebenen Wettbewerb für die Herrichtung eines Parks auf dem Gelände zwischen der Eberswalder Straße und der Gleimstraße gewann der Landschaftsarchitekt Gustav Lange. Mit der Umsetzung der Gestaltungspläne wurde die Grün Berlin GmbH beauftragt. Am 5. April 1993 erfolgte am Gleimtunnel der erste Spatenstich. Ein Jahr später war der erste Teil, bestehend aus der zentralen Wiese, dem Sonnenhügel am Friedrich-Ludwig-Jahn-Sportpark und dem Birkenwäldchen fertiggestellt. In den folgenden Jahren wurde der Mauerpark in Richtung Norden erweitert. Der letzte Bauabschnitt soll im Jahr 2022 beginnen, dann hat der Park eine Gesamtfläche von 14,5 ha. Der Park ist nach der Berliner Mauer benannt. |
| PB     | Ostseeplatz (Lage)                                                       | 70836                                    | 1911–1912                                | Baugesellschaft Bellevue                                           | 0,96           | Der rechteckige Ostseeplatz unterbricht den langen Straßenzug Bornholmer Straße – Wisbyer Straße – Ostseestraße mittig. Er wurde in den Jahren 1911/12 angelegt und am 23. Januar 1913 eingeweiht. Auf dem Platz unter den Kastanienbäumen befindet sich die Bronzeplastik Nackte vom Ostseeplatz der Berliner Künstlerin Franziska Lobeck. |
| PB     | Pappelallee 16–17 (Friedhofspark Pappelallee) mit Spielplatz (Lage)      | 70560, 70819                             | 1993–1995                                |                                                                    | 0,53           | Der Friedhof wurde im Jahr 1848 angelegt und diente bis zum Jahr 1933 als Begräbnisstätte der Freireligiösen. Im Jahr 1934 enteigneten die Nazis die Freireligiöse Gemeinde und lösten sie auf. Auf dem Friedhof erinnern Gedenktafeln daran, dass im Jahr 1945 90 Opfer des Zweiten Weltkrieges in Massengräbern beigesetzt wurden, darunter Zivilisten, deutsche und sowjetische Soldaten. Die Gemeinde war in der DDR verboten. Im Jahr 1952 hat der Ost-Berliner Magistrat die öffentliche Nutzung des Friedhofs nach Ablauf der Liegefristen im Jahr 1990 beschlossen. Die letzte Beerdigung fand im Jahr 1970 statt und seit dem Jahr 1978 steht der Friedhof unter Denkmalschutz. Nach der Wende 1989/90 forderten Anwohner und ein Bürgerkomitee, den Friedhof zu erhalten. Zwischen 1993 und 1995 wurde der Friedhof zum öffentlichen Park mit Spielplatz so umgestaltet, dass ein Teil des Friedhofs erhalten geblieben ist. Im Jahr 1995 wurde der umgestaltete Park der Öffentlichkeit übergeben. |
| PB     | Preußstraße neben 5, 6, 7 mit Spielplatz (Lage)                          | 70561, 70614                             |                                          |                                                                    | 0,44           | Der ehemalige Lisztplatz existierte vom 12. Mai 1910 bis nach dem Jahr 1932 und war nach dem österreichisch-ungarischen Komponisten Franz Liszt benannt. Vorher hieß er Platz F 1, Abt. XII des Bebauungsplanes. Der Platz lag an der Carmen-Silva-Straße (heute Erich-Weinert-Straße), Hosemann-, Gubitz- und der damals noch bis zur Naugarder führenden Zelterstraße und entfiel zwischen den Jahren 1932 und 1935 durch Bebauung. Heute befindet sich die Grünfläche zwischen Grellstraße und Erich-Weinert-Straße mit einem Spielplatz, der im Jahr 2016 saniert wurde. |
| PB     | Riwne Platz mit Spielplatz (Lage)                                        | 70820, 70845                             | 2023                                     |                                                                    | 0,55           | Der Platz liegt zwischen den Häusern Michelangelostraße 51–59 und 63–71. Er ist nach der ukrainischen Stadt Riwne benannt. Bis zu ihrer Benennung wurde die Grünanlage unter der Bezeichnung Michelangelostraße 49–63 geführt. Zu ihr gehört ein Spielplatz. |
| PB     | Stadtplatz Marie (Lage)                                                  | 70890, 70884                             | 1999                                     |                                                                    | 0,95 (gesamt)  | Der Platz im Winsviertel des Berliner Ortsteils Prenzlauer Berg wird vom Straßenzug Marienburger Straße dominiert. Er entstand auf der Fläche des ersten Omnibusdepots, auf dem in den 1950er Jahren das Ost-Berliner Rettungsamt stationiert wurde. Nachdem dieser Bau Anfang der 1990er Jahre abgerissen worden war, beschloss das Bezirksamt auf vielfachen Wunsch die Errichtung einer grünen Naherholungsmöglichkeit. Dieser Platz bietet Ruheecken, einen Spielplatz und Sportmöglichkeiten. |
| PB     | Storkower Platz (Lage)                                                   | 70597                                    |                                          |                                                                    | 0,22           | Der quadratische Storkower Platz wird durch Storkower Straße und Einsteinstraße begrenzt. Seit dem 4. September 2013 steht auf dem Platz eine Tafel mit einem Gedenkstein von Wilhelm Blank (lebte vom 5. März 1899 bis 9. April 1945). Denn er arbeitete im Bergbau in Bottrop und zog im Jahr 1922 nach Prenzlauer Berg in eine sogenannte Portierswohnung in der Braunsberger Straße 52 (heute Hans-Otto-Straße). Blank wurde Opfer des Faschismus. |
| PB     | Storkower Straße 99 / Kniprodestraße (Lage)                              | 70863                                    |                                          |                                                                    | 0,94           | Die Grünanlage befindet sich vor dem Parkplatz am Gebäude der Storkower Straße 99 und verläuft bis zur Ecke Kniprodestraße. |
| PB     | Syringenplatz (Lage)                                                     | 70600                                    | 23. März 1925                            |                                                                    | 0,83           | Schon im Jahr 1914 gab es Pläne, die unbebaute Fläche zu einem Platz umzugestalten. Wegen finanzieller Schwierigkeiten wurde die Umgestaltung immer wieder verschoben. Die Anwohner nutzten die Fläche zum Gemüseanbau. Die damalige Stadtverwaltung ließ nach 1925 auf der Fläche Rasen verlegen und Bäume pflanzen. Seit dem 23. März 1925 heißt die Fläche Syringenplatz, sie wurde nach der Pflanzengattung Syringa benannt. Dieser Platz hat seither die Form eines Dreiecks. Dort stand während des Zweiten Weltkriegs ein Luftschutzbunker. Nach dem Ende des Zweiten Weltkriegs wurde dieser Bunker zugeschüttet. Auf die Reste verweist die erhöhte Lage des Platzes, die mit Rasen und Bäumen bepflanzt ist. Als die Grundschule im Blumenviertel und die Turnhalle gebaut wurden, ging ein Teil des Platzes als Grünanlage verloren. |
| PB     | Teutoburger Platz mit Spielplatz (Lage)                                  | 70612, 70613                             | um 1860                                  |                                                                    | 0,79           | Der Teutoburger Platz entstand im Jahr 1862 und wurde bis zur Eröffnung der Markthalle in der Ackerhalle im Jahr 1888 als Marktplatz benutzt. Im Jahr 1875 wurde der als Platz A festgelegte Stadtplatz von Hobrecht nach dem Teutoburger Wald benannt, in dem im Jahr 9 n. Chr. die Varusschlacht stattgefunden haben soll. Die ersten Planungen zum Stadtplatz stammen vermutlich von Hermann Mächtig. Um das Jahr 1880 fanden erste Baumbepflanzungen statt. Im Jahr 1910 bekam der Platz einen Kinderspielplatz. In den 1920er Jahren fand die Umgestaltung der Gesamtanlage durch den Stadtgartendirektor Erwin Barth statt. Im Jahr 1928 wurde ein Transformatorenhäuschen der Bewag gebaut. Im Jahr 1950 wurde der Platz nach den Plänen von Johann Greiner umgestaltet. Zu den Weltjugendspielen im Jahr 1973 in Ost-Berlin wurde der Platz zur Freizeitsportanlage nach den Entwürfen des VEB Stadtgrün umgestaltet. Die Froschkönig-Brunnenanlage von Stephan Horota wurde im Jahr 1989 aufgestellt. Zwischen 1994 und 2013 kam es zu einer Rekonstruktion im Rahmen der Sanierung des umgebenden Wohngebietes. In dieser Zeit wurde die Stromstation zu einem Platzhaus für eine Bürgerinitiative umgebaut. Ende des Jahres 2016 wurde der Spielplatz grundlegend saniert. |
| PB     | Topsstraße (Lage)                                                        | 70553                                    |                                          |                                                                    | 0,59           | Die Grünanlage erstreckt sich entlang der Topsstraße von der Schönhauser Allee in westlicher Richtung zwischen der Straße und dem Gelände des Friedrich-Ludwig-Jahn-Sportparks. In der Anlage steht das Gartendenkmal Einsame Pappel, die Gedenkstätte für eine Großdemonstration während der Märzrevolution 1848 in Berlin. |
| PB     | Volkspark Anton Saefkow mit Spielplatz (Lage)                            | 70831, 70835, 70838                      | um 1955                                  |                                                                    | 7,20           | Der Volkspark Anton Saefkow befindet sich zwischen Greifswalder Straße und Kniprodestraße. Um das Jahr 1955 wurde im Rahmen des Nationalen Aufbauwerkes der DDR der Park auf einer Trümmerkippe in einer Höhe von 15 Metern aus der Nachkriegszeit gebaut und am 18. September 1955 als Park Gumbinner Grund eingeweiht. Der Park erhielt seinen Namen im Andenken an den 1944 ermordeten Antifaschisten und Widerstandskämpfer Anton Saefkow. Auf der Höhe der Eugen-Schönhaar-Straße wurde im Jahr 1958 im Park eine Büste von Anton Saefkow aufgestellt. An der Greifswalder Straße steht eine runde Brunnenanlage mit einer Bronzeplastik, einen Knaben mit einem Fisch darstellend, diese wurde vom Künstler Hans Kies entworfen. Es gibt zwei originell gestaltete Spielplätze und eine Spielwiese mit Volleyballplatz. Der Bezirk Pankow hat den Volkspark mit Stadtumbaumitteln zwischen den Jahren 2017 und 2020 für 2,5 Millionen Euro aufgewertet und saniert. |
| PB     | Volkspark Prenzlauer Berg mit Spielplatz (Lage)                          | 70602, 70854, 70928                      |                                          |                                                                    | 28,59          | Das heutige Volkspark-Gelände war bis ins 20. Jahrhundert noch Ackerland. Danach siedelten sich überwiegend Kleingartenparzellen an und es wurde Obst und Gemüse angebaut. Mitte der 1950er Jahre wurde die gesamte Fläche umgenutzt und die Entscheidung gefällt, den zerstörten Innenstadtbereich zu enttrümmern und danach neu aufzubauen. Die damaligen Stadtväter entschieden, die großen Mengen des Trümmerschutts nahe der Oderbruchstraße abzuladen, diese Stelle bekam den treffenden Namen Oderbruchkippe. Zwischen den Jahren 1954 und 1977 wurden insgesamt 15 Millionen m³ Schutt abgeladen, daraus wurden drei Anhöhen (Höhe: 91 Meter, 90 Meter und 69 Meter). In den 1960er Jahren hat man mit der Begrünung begonnen und im Jahr 1969 wurde auf Magistratsbeschluss die Kippe in Volkspark Prenzlauer Berg umbenannt. Den Park überließ man danach weitgehend der Natur. Im Laufe der Zeit wurden im Volkspark mehrere Kunstwerke aufgestellt. Eigentlich sollte der Volkspark saniert werden, es wurden in die bezirkliche Investitionsplanung 2019–2023 ca. 600 000 Euro aufgenommen. Die Sanierung scheiterte aber – nicht nur am Geld, sondern auch an fehlenden Mitarbeitern des Grünflächenamtes Pankow. |
| PB     | Wasserturmplatz mit Spielplatz (Lage)                                    | 70879, 70883, 70888                      | um 1915                                  | Albert Brodersen Paul Mittelstädt (1937)                           | 1,66           | Die Wasserversorgungsanlage mit offenem Wasserbecken und Steigrohrturm wurde auf dem ehemaligen Wein- und Mühlenberg im Jahr 1856 gebaut. Der Wasserturm wurde in den Jahren 1874 bis 1877 mit Einliegerwohnungen und einem weiteren Tiefwasserbehälter mit 7000 m³ Fassungsvermögen errichtet. Die Wasseranlagen sind seit dem Jahr 1914 stillgelegt und werden seither als Lager, Werkstätten und Lungenheilstätte benutzt. Um den Wasser- und Steigrohrturm gestaltete der Gartendirektor Albert Brodersen um 1915 einen Schmuckplatz. Im Jahr 1920 wurde ein erster provisorischer Spielplatz auf dem Platz angelegt. Im Jahr 1933 errichteten die Nazis ein sogenanntes wildes Konzentrationslager im Maschinenhaus. Dieses wurde während des Zweiten Weltkrieges als Luftschutzbunker genutzt. Paul Mittelstädt hat im Jahr 1937 den Platz neu gestaltet. Der Platz bekam durch den VEB Stadtgrün im Auftrag des damaligen Bezirksgartenamtes Prenzlauer Berg im Jahr 1976 eine Rekonstruktion und steht seit dem Jahr 1977 unter Denkmalschutz als Garten- und Baudenkmal. In den Jahren 2000 bis 2007 gab es eine Rekonstruktion der gesamten Grünanlage, dabei wurde auch der Wasserturm mit Wohnungen von der Gewobag saniert. Linden- und Kastanienbäume wurden wieder auf dem Plateau angelegt: Ringbepflanzungen mit Weißdorn und Ahorn, im Hang: Wein-Schaugarten und 20.000 Rosen. Um 2005 steht auf dem Platz eine erläuternde Tafel. |
| SM     | Blankenburger Pflasterweg nördlich (Lage)                                | 70697                                    |                                          |                                                                    | 21,07          | Die Grünfläche befindet sich am Blankenburger Pflasterweg mit einer großen Wiese, verläuft an der Bahnstrecke Berliner Außenring, halb um den Golf Resort Berlin-Pankow herum und am ehemaligen Damwildgehege vorbei. |
| SM     | Golfplatz (Lage)                                                         | 70558                                    | 2004–2005                                |                                                                    | 54,67          | Das Golf Resort Berlin-Pankow liegt am Blankenburger Pflasterweg 40 und wurde vom 4. Oktober 2004 bis Mitte Sommer 2005 gebaut. Am 18. September 2005 wurde der Golfplatz mit dem ehemaligen Fußballtorhüter Sepp Maier eingeweiht. Genau fünf Jahre später wurde der Kurzplatz mit sechs Bahnen eröffnet. Der Golfplatz besteht aus 4 Plätzen mit 36 Löchern für Anfänger bis Profis. |
| SM     | Märchenlandpark mit Spielplatz (Lage)                                    | 70134, 70135                             | 1939                                     |                                                                    | 14,49          | Die Grünanlage Märchenlandpark befindet sich in der Kleingartenanlage (KGA) Märchenland. Seit dem Jahr 1939 existiert die KGA, wurde stets erweitert und hat heute eine Größe von 18 ha. In der KGA gibt es ein übersichtliches Wegnetz und die Wegenamen sind seit der Gründung nach Märchennamen benannt. |
| SM     | Stadtrandpark Neue Wiesen (Lage)                                         | 70500                                    | 1997–1998                                | Andrea Schirmer und Martina Kernbach                               | 12,60          | Das 700 Meter lange und 65 Meter breite Parkband wurde in den Jahren 1997 und 1998 gebaut und Anfang September 1998 eröffnet. Der Entwurf stammt von den Gartenarchitektinnen Andrea Schirmer und Martina Kernbach. Es besteht aus einem schmalen Pappelwäldchen, einem graffitiverzierten Aussichtspavillon, einer Skateranlage und der Fläche am Wasserbecken. Zusätzlich gibt es eine weite, große Wiesenfläche und landwirtschaftliche Nutzflächen, die von der Barnimer Landschaft umgeben sind. |
| We     | Antonplatz – Grünanlage (Lage)                                           | 70104                                    | 1954                                     |                                                                    | 0,29           | Die Grünanlage Antonplatz befindet sich zwischen Berliner Allee 26–34 und Bizetstraße 21–23, die im Zweiten Weltkrieg zerstörte Fläche wurde im Jahr 1954 als Grünfläche angelegt und wird seitdem als Freiraum genutzt. In den 1970er Jahren wurde die Grünfläche erneuert. Von September 2007 wurde die Grünfläche zunächst entsiegelt und beräumt sowie ab Januar 2008 neugestaltet. Im Zuge der Neugestaltung hatte es Ende 2006 einen Kunstwettbewerb gegeben, aus dem Matthias Heinz mit seinem Entwurf für einen Zierbrunnen als Preisträger hervorgegangen ist. Die Baukosten beliefen sich auf 800.000 Euro, davon kamen 450.000 Euro von Fördermitteln. Am 15. Oktober 2008 hat Bezirksbürgermeister Matthias Köhne nach zwölf Monaten Bauzeit die Grünfläche wieder der Öffentlichkeit übergeben. Zwischen den Jahren 1994 und 2010 war der Antonplatz Süd ein festgelegtes Sanierungsgebiet Komponistenviertel. |
| We     | Kreuzpfuhl mit Spielplatz (Lage)                                         | 70505, 70506                             | 1910                                     | Carl James Bühring                                                 | 1,52           | Im Vordergrund ist der begrünte Park um den Kreuzpfuhl zu sehen. |
| We     | Park am Weißen See mit Spielplatz (Lage)                                 | 70507, 70508, 70509                      |                                          |                                                                    | 12,05          | Der Park wird von der Parkstraße, der Berliner Allee, der Amalienstraße und der Albertinenstraße begrenzt. Der Landrat des Niederbarnimer Kreises Carl Gottlob von Nüßler kaufte im Jahr 1745 das Rittergut Weißensee; es war bis zum Jahr 1821 in seinem Besitz, danach ging es an den Landwirt und Schnapsbrenner Johann Heinrich Leberecht Pistorius. Nach seinem Tod im Jahr 1858 wurde dessen Neffe neuer Gutsherr. Im Jahr 1859 ließ der Neffe an Stelle des alten Gutshauses ein großzügiges Schloss errichten, das von einem landschaftlichen Park umgeben war. Das Schloss wurde im Jahr 1874 zum Schloss-Restaurant. Seit dem Jahr 1879 hat der Weiße See eine Badeanstalt. Rudolf Sternecker übernahm im Jahr 1885 das Gelände und gestaltete es in einen Vergnügungspark um. Im Jahr 1908 kaufte die Gemeinde Weißensee den Schlosspark und ließ den Park umgestalten. Die abziehenden Soldaten zündeten im Februar 1919 ihre Strohsäcke an und entfachten dabei einen Brand, bei dem das Schloss Weißensee zerstört wurde. Im Park ist die hoch gelegene, heute mit Bäumen bepflanzte Freifläche die einstige Terrasse des Schlosses (zu erreichen: geradeaus Richtung See über Parkweg gegenüber der Lindenallee). Die Freilichtbühne wurde im Jahr 1956 errichtet. Nach der Wende zwischen den Jahren 1995 und 1999 fanden die vorerst letzten Umbau- und Rekonstruktionsarbeiten im Park statt. |
| We     | Volkspark Fauler See mit Spielplatz (Lage)                               | 70501, 70502                             | 1933                                     |                                                                    | 25,09          | Zu den historisch gewachsenen Parkbäumen gehören Pappeln, die vor allem am Westufer des Sees stehen. Ansonsten werden die Bäume weitestgehend der Natur überlassen, da sie einen wesentlichen Teil des Naturschutzgebietes ausmachen. |
| We     | Werner-Klemke-Park mit Spielplatz (Lage)                                 | 70503, 70504                             | 12. März 2017                            |                                                                    | 1,32           | Die Grünanlage am Goldfischteich erhielt aus Anlass des 100. Geburtstages des bekannten Künstlers und Widerstandskämpfers Werner Klemke erstmals einen Namen. Initiiert wurde die Namensverleihung vom Verein Weißenseer Heimatfreunde, bei der Einweihung waren Vertreter des Senats und der Pankower Bezirksverwaltung sowie der Sohn des Künstlers anwesend. |
| We     | Wigandstaler Straße 39 A mit Spielplatz (Lage)                           | 70152, 70173                             |                                          |                                                                    | 0,72           | Die Grünfläche befindet sich zwischen Kleingartenanlage Hamburg und an den Hausnummern Am Steinberg 98b, 104e, Wigandstaler Straße 39 und 41. Seit 1996 gibt es einen Spielplatz, der 2020 saniert wurde. |
| Wi     | Garibaldistraße 44 mit Spielplatz (Lage)                                 | 00243, 00250                             |                                          |                                                                    | 0,66           | Die Grünfläche, die auch Garibaldipark genannt wird, wird von Garibaldistraße und den angrenzten Wohnblöcken begrenzt. Der Garibalditeich ist aus einem Graben entstanden. Um den Teich verläuft die Grünfläche. Direkt am Eingang befindet sich der nach 1990 gebaute allgemeine Spielplatz. Im Jahr 2017 wurde der Spielplatz saniert. |
| Wi     | Hauptstraße 34–38 (Lage)                                                 | 00242                                    |                                          |                                                                    | 0,26           | Die Grünfläche wird von Goethestraße, Hauptstraße und Schillerstraße begrenzt. Seit dem Jahr 1949 steht in der Mitte der Grünfläche zwischen Schillerstraße und Goethestraße ein Gedenkstein aus zwei zusammengefügten Granitblöcken für die Opfer des Nationalsozialismus aus Wilhelmsruh. Der Entwurf stammt vom deutschen Bildhauer Erwin Damerow. Auf der Vorderseite des Gedenksteins steht die Inschrift unter dem roten KZ-Winkel DEN OPFERN DES FASCHISMUS, auf der Rückseite stehen die Namen der Ermordeten aus Wilhelmsruh. Der Gedenkstein steht als Baudenkmal in der Berliner Denkmalliste. |
| Wi     | Heegermühler Weg mit Spielplatz (Lage)                                   | 00244, 00251                             |                                          |                                                                    | 1,05           | Die Entstehung des Wilhelmsruher Sees wird etwa auf das Jahr 1895 datiert. Von 1920 bis Ende der 1940er Jahre gab es dort eine Badeanstalt. Schon 1945 wurden im See Bakterien festgestellt. In den 1950er Jahren begann der Bau des befestigten Uferweges. In den 1970er Jahren versuchte man wieder, ein Seebad zu errichten, dieser Versuch scheiterte. Die beiden allgemeinen Spielplätzen wurden nach 1990 errichtet. |